# رجبعلی صادقی
رجبعلی صادقی سفیددشتی، استاندار استان چهارمحال و بختیاری در دولت نهم و اوایل دولت دهم بود.
وی ۱۹مین استاندار چهارمحال و بختیاری و دومین استاندار بومی این استان به‌شمار می‌رود. رجبعلی صادقی سفیددشتی پس از علی مبینی دهکردی به عنوان دومین استاندار بومی در چهارمحال و بختیاری است. وی همچنین از نامزدان انتخابات مجلس نهم شورای اسلامی بود که در حوزه بروجن از استان چهارمحال و بختیاری شرکت کرد و درآخر از راهیابی به مجلس بازماند.

## سوابق اجرایی
1. مدیر داخلی جهاد سازندگی شهرستان بروجن در استان چهارمحال و بختیاری در سال ۱۳۵۸
2. معاون فرمانداری شهرکرد و مسئول دفتر عمران حضرت امام در سال ۱۳۶۰
3. مسئول ستاد پیگیری طرحهای عمرانی استان چهار محال و بختیاری در سال ۱۳۶۲
4. مدیر کل صنایع استان چهار محال و بختیاری در سال ۱۳۶۴
5. معاون عمرانی استانداری چهار محال و بختیاری در سال ۱۳۶۹ (به مدت ۴ سال) و سرپرست اداره کل صنایع
6. دبیر ستاد دانشگاه جامع علمی کاربردی استان در سال ۱۳۷۳
7. مدیر کل استانداری استان چهار محال و بختیاری در سال ۱۳۸۰
8. مدیر کل هماهنگی تدوین استانداردهای ملی مؤسسه استاندارد و تحقیقات صنعتی ایران در سال ۱۳۸۱
9. استاندار چهار محال و بختیاری در سال ۱۳۸۴
10. مشاور وزیر صنایع در سال ۱۳۸۹
11. دبیر کنسرسیوم سرمایه‌گذاری معادن و صنایع معدنی
12. مدیر عامل شرکت سرمایه‌گذاری آتیه صبا وابسته به صندوق بازنشستگی کشوری در سال ۱۳۸۹
13. عضو ستاد سرمایه‌گذاری معادن و صنایع معدنی در ایمیدرو
14. مشاور وزیر صنعت، معدن و تجارت و مسئول هیئت حمایت از صنایع[۲]

## اقدامات
- استقرار کارخانه فولاد در سفیددشت
- احداث پتروشیمی لردگان
- احداث راه‌آهن چهارمحال و بختیاری به اصفهان و خوزستان
- احداث کارخانه سیمان شهرکرد
- انتقال آب کوهرنگ به شهرکرد
- تعیین حق آبه استان چهارمحال و بختیاری از رودخانه زاینده رود در دولت محمود احمدی‌نژاد

## مجلس نهم شورای اسلامی
رجبعلی صادقی یکی از نامزدان انتخابات مجلس نهم شورای اسلامی بود که در حوزه بروجن از استان چهارمحال و بختیاری شرکت کرد و درآخر با مجموع ۱۰ هزار هزار رای ماخوذه در جایگاه سوم قرار گرفت و از راهیابی به مجلس بازماند.